# HMS Pictou (1813)
Le HMS Pictou est une goélette à 16 canons capturée aux américains par la Royal Navy le 20 avril 1813. Pictou a été l'un des cinq navires de guerre britanniques capturés ou détruits pendant la guerre anglo-américaine de 1812 par la frégate américaine USS Constitution.